# Rezerwat przyrody Wielki Las (województwo wielkopolskie)
Rezerwat przyrody Wielki Las – leśny rezerwat przyrody położony w gminie Lwówek, powiecie nowotomyskim (województwo wielkopolskie), w dorzeczu Górnej Mogilnicy.
Został utworzony w 1959 roku na powierzchni 3,00 ha w celu ochrony rzadko spotykanego w Wielkopolsce jesionowo-wiązowego lasu łęgowego, o bogatym podszyciu i runie. W 2003 roku rezerwat powiększono do 78,96 ha, natomiast obecnie podawana wielkość to 78,63 ha. Jako cel ochrony przyjmuje się obecnie „zachowanie kompleksu lasów liściastych o cechach zbliżonych do naturalnych”.
Obszar rezerwatu podlega ochronie ścisłej (61,60 ha) i czynnej (17,03 ha).
Do rezerwatu „Wielki Las” przylega od strony północno-wschodniej Rezerwat na Jeziorze Zgierzynieckim im. Bolesława Papi.

## Podstawa prawna
- Zarządzenie Ministra Leśnictwa i Przemysłu Drzewnego z dnia 2 lipca 1959 r. w sprawie uznania za rezerwat przyrody (M.P. z 1959 r. nr 80, poz. 420)
- Obwieszczenie Wojewody Wielkopolskiego z dn. 4.10.2001 r. w sprawie ogłoszenia wykazu rezerwatów przyrody utworzonych do dn. 31.12.1998 r.
- Rozporządzenie Nr 47/2003 Wojewody Wielkopolskiego z dnia 15 września 2003 r. w sprawie uznania za rezerwat przyrody
- Zarządzenie Nr 6/13 Regionalnego Dyrektora Ochrony Środowiska w Poznaniu z dnia 4 września 2013 r. w sprawie rezerwatu przyrody „Wielki Las”